# Gornja Žrvnica
Gornja Žrvnica is een plaats in de gemeente Cetingrad in de Kroatische provincie Karlovac. De plaats telt 2 inwoners (2001).